# Muridke
Muridke è una città della provincia del Punjab in Pakistan, nel distretto di Sheikhupura. Si tratta di una zona a carattere commerciale non lontana da  Lahore, la capitale provinciale.